# Yatogame-chan kansatsu nikki
Yatogame-chan kansatsu nikki (八十亀ちゃんかんさつにっき? lett. "Il diario delle osservazioni di Yatogame-chan") è un manga yonkoma scritto e disegnato da Masaki Andō, serializzato sulla rivista Monthly Comic Rex di Ichijinsha dal 28 maggio 2016 al 27 settembre 2022. Una serie televisiva anime ispirata al fumetto prodotta dallo studio Saetta è andata in onda dal 4 aprile 2019 all'11 giugno 2022.

## Personaggi
Monaka Yatogame (八十亀 最中?, Yatogame Monaka)
Doppiata da Haruka Tomatsu
Mai Tadakusa (只草 舞衣?, Tadakusa Mai)
Doppiata da: Yūki Wakai
Yanna Sasatsu (笹津 やん菜?, Sasatsu Yanna)
Doppiato da: Mikako Komatsu
Kaito Jin (陣 界斗?, Jin Kaito)
Doppiato da: Mitsuhiro Ichiki
Toshika Jin (陣 繁華?, Jin Toshika)
Doppiata da: Hisako Tōjō
Lala Shonai (初内 ララ?, Shonai Rara)
Doppiata da: Yoshino Nanjō
Rin Jandara (雀田来 鈴?, Jandara Rin)
Doppiata da: Eriko Matsui
Teppei (鉄平?, Teppei)
Doppiato da: Kenji Akabane
Shiharu Itemae (一天前 紫春?, Itemae Shiharu)
Doppiata da: Honoka Kuroki
Nanaho Koshiyasu (輿安 七帆?, Koshiyasu Nanaho)
Doppiata da: Ayasa Itō
Recchiri-sensei (レッチリ先生?)
Doppiato da: Tetsu Inada
Serura Dobe (土辺 世瑠蘭?, Dobe Serura)
Doppiato da: Maria Naganawa
Masahide Tsuji (辻 優秀?, Tsuji Masahide)
Doppiato da: Junji Majima
Shō Kochikashi (東風樫 湘?, Kochikashi Shō)
Doppiato da: Sumire Uesaka
Kei Aonaji (青那寺 恵?, Aonaji Kei)
Doppiato da: Sora Tokui
Kiina Asaka (朝霞 きぃな?, Asaka Kiina)
Doppiato da: Reo Kurachi

## Media

### Manga
Masaki Andō ha lanciato il manga sul mensile per manga shōnen Monthly Comic Rex di Ichijinsha il 28 maggio 2016. La serie si è conclusa il 27 settembre 2022.
| Nº | Data di prima pubblicazione | Data di prima pubblicazione                                                 | Data di prima pubblicazione |
| Nº | Giapponese                  | Giapponese                                                                  |                             |
| -- | --------------------------- | --------------------------------------------------------------------------- | --------------------------- |
| 1  | 26 novembre 2016            | ISBN 978-4-7580-6632-7                                                      |                             |
| 2  | 27 maggio 2017              | ISBN 978-4-7580-6662-4                                                      |                             |
| 3  | 27 novembre 2017            | ISBN 978-4-7580-6696-9                                                      |                             |
| 4  | 26 maggio 2018              | ISBN 978-4-7580-6732-4 (ed. regolare) ISBN 978-4-7580-6733-1 (ed. limitata) |                             |
| 5  | 27 novembre 2018            | ISBN 978-4-7580-6772-0 (ed. regolare) ISBN 978-4-7580-6773-7 (ed. limitata) |                             |
| 6  | 27 maggio 2019              | ISBN 978-4-7580-6805-5 (ed. regolare) ISBN 978-4-7580-6806-2 (ed. limitata) |                             |
| 7  | 27 novembre 2019            | ISBN 978-4-7580-6826-0 (ed. regolare) ISBN 978-4-7580-6827-7 (ed. limitata) |                             |
| 8  | 27 marzo 2020               | ISBN 978-4-7580-6853-6 (ed. regolare) ISBN 978-4-7580-6854-3 (ed. limitata) |                             |
| 9  | 27 ottobre 2020             | ISBN 978-4-7580-6888-8 (ed. regolare) ISBN 978-4-7580-6889-5 (ed. limitata) |                             |
| 10 | 27 maggio 2021              | ISBN 978-4-7580-6909-0 (ed. regolare) ISBN 978-4-7580-6910-6 (ed. limitata) |                             |
| 11 | 26 novembre 2021            | ISBN 978-4-7580-6948-9                                                      |                             |
| 12 | 27 aprile 2022              | ISBN 978-4-7580-6975-5                                                      |                             |
| 13 | 27 dicembre 2022            | ISBN 978-4-7580-8391-1                                                      |                             |

### Anime
Un adattamento anime fu annunciato nel quarto volume del manga il 26 maggio 2018. La serie televisiva è diretta da Hisayoshi Hirasawa, con le animazioni curate dallo studio Saetta. Satsuki Hayasaka si è occupato di delineare l'aspetto dei personaggi, mentre WORDS in STEREO è accreditato per la composizione serie. Creators in Pack è invece accreditato per la cooperazione nelle animazioni.
La prima stagione, composta da dodici episodi, è stata trasmessa dal 4 aprile al 20 giugno 2019 sulla rete giapponese TV Aichi, venendo proposta poi anche su Tokyo MX e AT-X. L'anime è pubblicato in simulcast sulla piattaforma streaming Crunchyroll per tutto il mondo ad eccezione dell'Asia, anche coi sottotitoli in italiano. La doppiatrice Haruka Tomatsu ha interpretato la sigla di apertura Deluxe Deluxe Happy.
Al termine dell'ultimo episodio, fu annunciata la produzione di una seconda stagione. Quest'ultima, intitolata Yatogame-chan kansatsu nikki 2 satsume (八十亀ちゃんかんさつにっき 2さつめ?) che è andata in onda dal 5 gennaio al 22 marzo 2020, mantenendo invariati i membri dello staff e del cast di doppiatori. Alla cooperazione nelle animazioni oltre a Creators in Pack si uniscono anche i membri dello studio LEVELS. +α/Alphakyun interpreta la sigla d'apertura intitolata Imaginary Love. Come per la prima, anche questa presenta dodici episodi. Come per la serie precedente, i diritti di distribuzione internazionale al di fuori dell'Asia sono stati ad opera di Crunchyroll.
Il 25 settembre 2020 venne annunciato che la serie avrebbe ricevuto una terza stagione. Quest'ultima intitolata Yatogame-chan kansatsu nikki 3 satsume (八十亀ちゃんかんさつにっき 3さつめ?), è andata in onda dal 10 gennaio al 28 marzo 2021, con il cast e lo staff che hanno ricoperto i medesimi ruoli delle due precedenti. La sigla d'apertura è Don't Be a Weed Soul! (雑草魂なめんなよ！?, Zassо̄ damashii namennayo!) cantata da Taiki. Come nei precedenti casi, Crunchyroll ha pubblicato anche questa stagione in versione sottotitolata.
Una quarta stagione della serie è stata annunciata il 23 novembre 2021. Quest'ultima, intitolata Yatogame-chan kansatsu nikki 4 satsume (八十亀ちゃんかんさつにっき 4さつめ?), è prodotta da Hayabusa Film in collaborazione con Creators in Pack. Il resto dello staff principale e del cast sono tornati a ricoprire i rispettivi ruoli. È stata trasmessa dal 9 aprile all'11 giugno 2022. Uno speciale è andato in onda il 2 aprile precedente. La sigla di apertura è cantata da Akira Ouse. Anche questa stagione viene distribuita da Crunchyroll in versione sottotitolata.

#### Prima stagione
| Nº | Titolo italiano Giapponese 「Kanji」 - Rōmaji                        | In onda        | In onda |
| Nº | Titolo italiano Giapponese 「Kanji」 - Rōmaji                        | Giapponese     |         |
| 1  | Inizio 「はじまり」 - Hajimari                                       | 4 aprile 2019  |         |
| 2  | Tokyoti 「トーキョーもん」 - Tokyomon                                | 11 aprile 2019 |         |
| 3  | Nion lo permetterò mai 「認めにゃあ」 - Mitome-nyaa                  | 18 aprile 2019 |         |
| 4  | Nessuno scatto valido 「撮れてにゃあ」 - Torete-nyaa                 | 25 aprile 2019 |         |
| 5  | Nion ti insegno niente 「教えにゃあ」 - Oshie-nyaa                   | 2 maggio 2019  |         |
| 6  | Andiamo da Sugakiya 「スガキヤいこみゃあ」 - Sugakiya iko-myaa       | 9 maggio 2019  |         |
| 7  | Nion è così 「そっちじゃにゃあ」 - So-chi ja-nyaa                    | 16 maggio 2019 |         |
| 8  | Nion è come Akiba 「アキバじゃにゃあ」 - Akiba ja-nyaa               | 23 maggio 2019 |         |
| 9  | È tutta un'altra cosa 「関係にゃあ」 - Kankei-nyaa                   | 30 maggio 2019 |         |
| 10 | Basta metterci sopra questo 「かけるしかにゃあ」 - Kakeru shika-nyaa | 6 giugno 2019  |         |
| 11 | Qui nion fa fresco 「涼しくにゃあ」 - Suzushiku-nyaa                 | 13 giugno 2019 |         |
| 12 | Arrivederci a tutti 「また会おみゃあ」 - Mata ao-myaa                | 20 giugno 2019 |         |

#### Seconda stagione
| Nº | Titolo italiano Giapponese 「Kanji」 - Rōmaji                     | In onda          | In onda |
| Nº | Titolo italiano Giapponese 「Kanji」 - Rōmaji                     | Giapponese       |         |
| 1  | Ci incontriamo di nuovo 「また会えたでよ」 - Mata ae tadeyo       | 5 gennaio 2020   |         |
| 2  | Nion sono spaventosa 「怖くにゃあ」 - Kowaku-nyaa                 | 12 gennaio 2020  |         |
| 3  | Nion è noioso 「しょぼくにゃあ」 - Shoboku-nyaa                   | 19 gennaio 2020  |         |
| 4  | Nion ho tralasciato niente 「ハブいてにゃあ」 - Habu ite-nyaa     | 26 gennaio 2020  |         |
| 5  | Nion è un piatto principale 「主食じゃにゃあ」 - Shushoku ja-nyaa | 2 febbraio 2020  |         |
| 6  | Nion cedo 「譲れにゃあ」 - Yuzure-nyaa                            | 9 febbraio 2020  |         |
| 7  | Nion la saltiamo 「飛ばさにゃあ」 - Tobasa-nyaa                   | 16 febbraio 2020 |         |
| 8  | Nion è un edificio 「ビルじゃにゃあ」 - Biru ja-nyaa              | 23 febbraio 2020 |         |
| 9  | Nion è strana 「変じゃにゃあ」 - Hen ja-nyaa                      | 1º marzo 2020    |         |
| 10 | Nion sa di poco 「うすくにゃあ」 - Usuku-nyaa                     | 8 marzo 2020     |         |
| 11 | Nion sono la tua serva 「けらいじゃにゃあ」 - Kerai ja-nyaa       | 15 marzo 2020    |         |
| 12 | Nion è la numero tre 「第３じゃにゃあ」 - Dai 3 ja-nyaa           | 22 marzo 2020    |         |

#### Terza stagione
| Nº | Titolo italiano Giapponese 「Kanji」 - Rōmaji                                | In onda          | In onda |
| Nº | Titolo italiano Giapponese 「Kanji」 - Rōmaji                                | Giapponese       |         |
| 1  | Ci incontriamo per la terza volta 「またまた会えたでよ」 - Matamata aetadeyo | 10 gennaio 2021  |         |
| 2  | Nion sono scema 「バカじゃにゃあ」 - Baka ja-nyaa                            | 17 gennaio 2021  |         |
| 3  | Questa nion è pratica 「鍛えにゃあ」 - Kitae-nyaa                            | 24 gennaio 2021  |         |
| 4  | Nion sono sola 「一人じゃにゃあ」 - Hitori ja-nyaa                           | 31 gennaio 2021  |         |
| 5  | Nion sono una fan di Nagoya 「ナゴヤーじゃにゃあ」 - Nagoyā ja-nyaa          | 7 febbraio 2021  |         |
| 6  | Nion sei una di noi 「仲間じゃにゃあ」 - Nakama ja-nyaa                      | 14 febbraio 2021 |         |
| 7  | Nion basta 「物足りにゃあ」 - Monotari-nyaa                                  | 21 febbraio 2021 |         |
| 8  | Nion siamo una coppia 「カップルじゃにゃあ」 - Kappuru ja-nyaa               | 28 febbraio 2021 |         |
| 9  | Nion succederà 「ムリはしにゃあ」 - Muri wa Shi-nyaa                         | 7 marzo 2021     |         |
| 10 | Nion posso farcela 「作れにゃあ」 - Tsukure-nyaa                             | 14 marzo 2021    |         |
| 11 | Nion durerò 「体が保たにゃあ」 - Karada ga tamota-nyaa                       | 21 marzo 2021    |         |
| 12 | Andiamo tutti d'accordo 「なかよくしよみゃあ」 - Nakayoku shiyo-myaa         | 28 marzo 2021    |         |

#### Quarta stagione
| Nº | Titolo italiano Giapponese 「Kanji」 - Rōmaji                                                             | In onda        | In onda |
| Nº | Titolo italiano Giapponese 「Kanji」 - Rōmaji                                                             | Giapponese     |         |
| 1  | È proprio nel mezzo 「どまんなかだで」 - Doman Naka da de                                                 | 9 aprile 2022  |         |
| 2  | Benvenuta, presidente del consiglio studentesco 「いりゃあせ、生徒会長」 - Irya ase, seito kaichō         | 16 aprile 2022 |         |
| 3  | Nion puoi dirlo 「その言葉はまーかん」 - Sono kotoba wa mākan                                             | 23 aprile 2022 |         |
| 4  | Una battaglia che nion posso perdere 「絶対に負けられにゃあ戦い」 - Zettai ni makerarenyā tatakai         | 30 aprile 2022 |         |
| 5  | Più alette di pollo 「まっと手羽先」 - Matto tebasaki                                                     | 7 maggio 2022  |         |
| 6  | Il cuore di una donna è complicato 「女心は複雑だで」 - Onnagokoro wa fukuzatsu da de                     | 14 maggio 2022 |         |
| 7  | Nion sono solo tondi 「丸だけじゃあれせん」 - Maru dake ja aresen                                         | 21 maggio 2022 |         |
| 8  | Ci vuole il pane prima di un incontro sportivo 「運動会はパンにしてちょう」 - Undōkai wa pan ni shite chō | 28 maggio 2022 |         |
| 9  | Benvenuta, onorevole ospite 「ござった、来賓者」 - Gozatta, raihinsha                                     | 4 giugno 2022  |         |
| 10 | Tante normalità diverse 「よーさんの当たり前」 - Yōsan no atarimae                                        | 11 giugno 2022 |         |